# Веста (пароход)
«Ве́ста» — российский пароход второй половины XIX века. Стал известен после того, как в ходе Русско-турецкой войны 11 июля 1877 года принял бой с гораздо более мощным турецким броненосным корветом «Фетхи-Булендом».
Построен в 1858 году как торговое судно, принадлежал «Русскому обществу пароходства и торговли». Водоизмещение 1800 тонн.

## Вооружение
С началом Русско-турецкой войны на пароходе установили пять 6-дюймовых мортир, два 9-фунтовых и одно 4-фунтовое орудия, по две скорострельные пушки системы Энгстрема и Гатлинга и приборы автоматической стрельбы, превратив его в «крейсер военного времени» (по другой терминологии: пароход-фрегат)

## Экипаж
Командиром на «Весту», с началом войны, был назначен капитан-лейтенант Николай Михайлович Баранов. В команду «Весты» входили тринадцать офицеров, два гардемарина, 118 нижних чинов, в том числе 30 охотников, то есть добровольцев. Старшим офицером парохода был лейтенант князь Голицын-Головкин. На судне служили братья — лейтенанты Владимир и Михаил Перелешины, лейтенанты Жеребко-Ротмистренко, Кротков и З. П. Рожественский, мичманы Петров и Рогуля, подполковник Чернов, прапорщик Яковлев, врач Франковский и гардемарины Барковский и Казнаков.

## Бой с «Фетхи-Булендом»
9 июля 1877 года на стоявший в Одессе под погрузкой угля пароход доставили боевой приказ. Пароход должен был выйти в море для крейсирования на коммуникациях противника, а при случае и для атаки его боевых кораблей.
Вечером 10 июля «Веста» вышла в море. К семи часам утра 11 июля пароход подошёл к добруджанскому порту Кюстенджи (ныне — Констанца). В рассветные часы на море был замечен дым. Предположили, что это — либо пассажирский, либо грузовой колесный пароход. «Веста» на полной скорости стала сближаться с пароходом, намереваясь отрезать его от берега. Около восьми часов утра, сблизившись, опознали судно: им оказался турецкий броненосец. По турецкой классификации — броненосный корвет «Фетхи-Буленд» (другая транскрипция — «Фетхи-Булен»; построен в Англии, водоизмещение чуть более 1600 тонн, вооружение состояло из четырёх крупнокалиберных и нескольких мелких пушек; частичное бронирование).

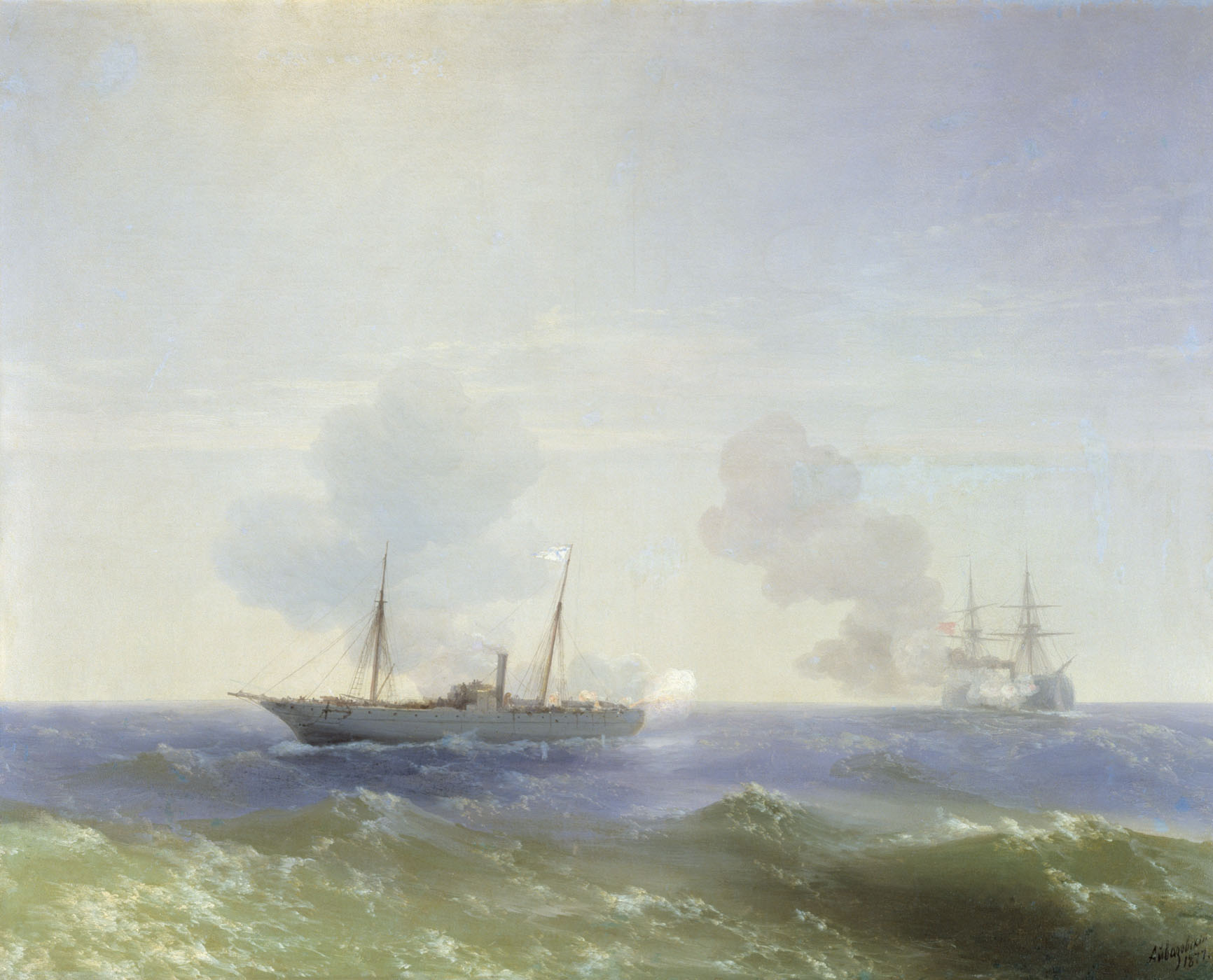
Айвазовский И. К. 1887,
«Бой парохода „Веста“ с турецким броненосцем „Фетхи-Буленд“ в Чёрном море 11 июля 1877 года»

Ровно в восемь часов на «Весте» пробили боевую тревогу. Почти сразу с турецкого броненосца дали залп.
Капитан-лейтенант Баранов заметил, что неприятель пытается обойти его с севера и отрезать пути отхода к Одессе. На полном ходу «Веста» стала отходить от берега, стараясь удерживать противника за кормой. Два часа продолжалась перестрелка. Благодаря успешному маневрированию «Весты», только два снаряда достигли цели: один угодил в правый борт, пробив его чуть выше ватерлинии, другой сделал пробоину чуть ниже ватерлинии в левом борту.
К десяти часам утра расстояние сократилось до пяти кабельтовых. «Веста» по-прежнему отстреливалась, удерживая неприятеля в корме.
Разрушения и потери на «Весте» уже были значительными: раздробило вельбот, вывело из строя одну кормовую мортиру и разбило оптику автоматического прибора стрельбы. На жилой палубе, прямо над кормовой крюйт-камерой, вспыхнул пожар, с которым, однако, быстро справились старший офицер «Весты» Владимир Перелешин, мичман Петров и гардемарин Казнаков.
«Фетхи-Буленд» вел не только орудийный, но и ружейный огонь, использовал шрапнель и картечь для поражения личного состава. Погибли подполковник морской артиллерии Чернов и прапорщик Яковлев. Лейтенант Кротков и вся прислуга двух шканечных мортир получили ранения (Кротков был ранен 17 раз).
Баранов приказал минному офицеру лейтенанту Михаилу Перелешину готовить шестовые мины к атаке. В этот момент турецкий снаряд угодил в паровой катер левого борта. Смертельно ранило лейтенанта Михаила Перелешина и разрушило минную каюту.
Однако, и противник нес потери: с «Весты» заметили, что два казематных орудия правого борта на «Фетхи-Буленде» оказались подбитыми и замолчали. Вскоре мортира с «Весты» поразила баковое орудие противника.

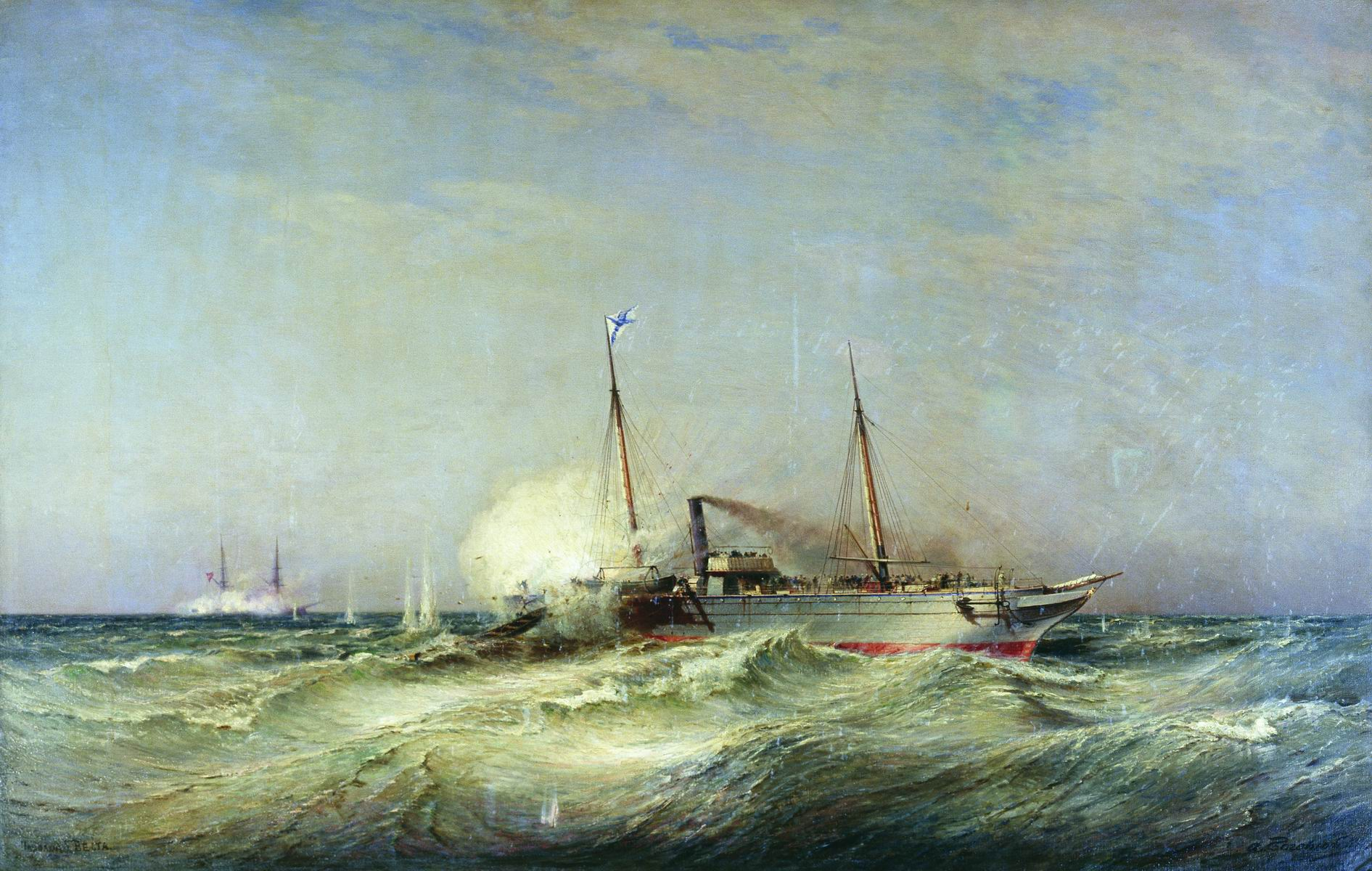
Боголюбов, А. П., Бой парохода «Веста» с турецким броненосцем «Фетхи-Бутленд» в Чёрном море 11 июля 1877 года.

«Фетхи-Буленд» дал залп в упор по корме «Весты»: осколком перебило штуртрос, и пароход, потеряв на время управляемость, стал к противнику бортом. Неприятель усилил картечный огонь. Мичман Петров был контужен, лейтенант Владимир Перелешин и юнкер Яковлев (брат прапорщика Яковлева) ранены; получил контузию в голову командир Баранов.
К пушкам стали лейтенанты Кротков и Рожественский. Кротков получил семнадцать ран, но продолжал вести стрельбу. Князь Голицын-Головкин своим телом закрывал Баранова от осколков и картечи. Штурманский офицер штабс-капитан Корольков, невзирая на огонь, не отрывая глаз от компаса, занимался своим делом, отдавая команды рулевым.
Наконец, бомба, пущенная с «Весты», снесла передний орудийный каземат противника. Неприятельское судно окутал густой дым, оно вышло из боя и стало поспешно уходить.
По прибытии в порт, Баранов написал в своем рапорте:
«Видя два орудия у себя подбитыми, имея в корпусе две пробоины, двух офицеров убитыми и четырёх ранеными и палубу, заваленную осколками и разорванным человеческим мясом, и, что главное, видя, что машинисты и кочегары едва держатся на ногах после пятичасового боя, я не решился энергично преследовать убегавшего быстроходного врага, тем более что он поднял какой-то сигнал и на горизонте стали показываться ещё рангоуты судов».
14 июля генерал-адъютант вице-адмирал Николай Андреевич Аркас направил управляющему Морским министерством вице-адмиралу Степану Степановичу Лесовскому рапорт, в котором, в частности, отмечалось:
«посылаю Вашему Превосходительству копию донесения командира его, капитан-лейтенанта Баранова, в которой изволите увидеть все подробности славнаго пятичасового боя, благоразумную во всем распорядительность и подвиги отваги, неустрашимости и доблести, выказанныя в этом деле, начиная от командира до последнего юнги. Честь русскаго имени и честь нашего флага поддержаны вполне. Неприятель, имевший броню, сильную артиллерию и превосходство в ходе, вынужден был постыдно бежать от железнаго слабаго парохода, вооруженного только 6-дюймовыми мортирами и 9-фунтовыми орудиями, но сильнаго геройским мужеством командира, офицеров и команды. Ими одержана полная победа, и морская история должна будет внести в свои страницы этот блистательный подвиг, поставя его наравне с подвигом брига „Меркурия“».
Потери экипажа «Весты» составили 12 убитых и 30 раненых, при этом уже в Севастополе при операции в портовом лазарете один из раненых скончался

## После боя
В 1887 году пароход «Веста» потерпел крушение и затонул в районе мыса Тарханкут. Экипаж погиб.
В марте 2016 года место крушения было обнаружено в 16 км от мыса Тарханкут, на глубине около 45 метров.

## Награды и память

Монумент на братской могиле моряков «Весты». 1880 год. Фотография 1999 года

Капитан-лейтенант Баранов, лейтенант Владимир Перелешин, лейтенант Зиновий Рожественский получили за бой орден Святого Георгия 4-й степени, другие офицеры — ордена Святого Владимира 4-й степени. Всем офицерам за отличие присвоили следующий чин. Капитан-лейтенант Баранов, кроме того, стал флигель-адъютантом.
Государь Император соизволил пожаловать три знака отличия Военного ордена для двух гардемаринов Барковского и Казнакова и юнкера Яковлева и десять знаков для награждения особенно отличившихся нижних чинов из команды парохода.
Знаками отличия военного ордена были награждены: боцман Алексей Власов, боцманматы Давид Рубин, Максим Ефимов, Иван Клименко, матросы Михаил Шведков, Егор Тупицын, Влас Коршунов и Михаил Савин, Даниил Якушевич и Капитон Черемисов. Награды вручил главный командир Черноморского флота и портов вице-адмирал Аркас.
Впоследствии всем офицерам и нижним чинам «Весты» была Высочайше пожалован пожизненный пенсион, гражданским механикам и кочегарам выдали двойные оклады, а волонтёрам и наемной прислуге — единовременные денежные суммы. Всех нижних чинов наградили Георгиевскими крестами.
В 1880 году на братской могиле моряков «Весты», погибших в бою, в Севастополе был установлен памятник (автор — П. О. Брукальский). Монумент выполнен в виде крестообразного рустованный пилона, установленного на ступенчатый цоколь. На лицевой грани пилона — крест тёмного полированного гранита и два орудия, поставленные вертикально. По периметру вмонтированы чугунные ядра, а по сторонам — мемориальные надписи на чугунных досках с указанием имен всех погибших в бою 11 июля 1877 года.
Один из минных крейсеров Черноморского флота позднее был назван «Капитан-лейтенант Баранов».

## Дополнительная информация
Один из лейтенантов с «Весты», Аполлон Семенович Кротков стал генерал-лейтенантом, видным морским историком, автором труда «Повседневная запись замечательных событий в Русском флоте», другой — Зиновий Петрович Рожественский стал вице-адмиралом, командующим Второй Тихоокеанской эскадрой.

## Критика Рожественского
Через год, 17 июля 1878 года, бывший артиллерист «Весты», капитан-лейтенант З. П. Рожественский, получивший за «героический» бой «Весты» орден Георгия IV степени, опубликовал в газете «Биржевые ведомости» № 195 статью, которая называлась «Броненосцы и крейсера-купцы».
В статье Рожественский утверждал, что никакого героического пятичасового боя с блестящим маневрированием «Весты» не было. В действительности, встретив турецкий броненосец, «Веста», якобы, пустилась в бегство, длившееся пять с лишним часов. Из котлов выжимали всё, что могли. Можно считать чудом, что они не взорвались. Уходили на максимально возможной скорости. Отстреливались от турок, но причинить броненосцу особого вреда, естественно, не удалось.
Турки же не могли догнать «Весту», поскольку их четыре 9-дюймовых орудия располагались по углам каземата, и для того, чтобы стрелять по убегавшей «Весте» хотя бы одним носовым орудием, им приходилось всё время маневрировать, отклоняться в стороны. Но даже стрельбы из одного орудия Армстронга хватило, чтобы едва не потопить пароход.
Утверждения Рожественского подтверждались заявлениями, полученными со стороны противника. В турецком флоте служили в качестве инструкторов английские офицеры. Один из них опубликовал в газете «Таймс» статью, в которой описал преследование турецким броненосным корветом русского парохода. Он утверждал, что не было никакой ружейной перестрелки, не было пожара, и вообще, не было того, что так красочно расписал Баранов. Ответным огнём русские причинили броненосцу небольшие повреждения, самым крупным из которых было попадание в дымовую трубу.
Вопрос об истинной картине того боя остаётся открытым по сию пору. Морское министерство не отреагировало надлежащим образом на статью капитан-лейтенанта Рожественского: хотя в июле 1878 года было назначено судебное разбирательство данного эпизода — однако, через год Морское министерство прекратило процесс против Рожественского, предложив Баранову судиться с лейтенантом за нанесённое оскорбление гражданским порядком.